# 山本和郎
山本 和郎（やまもと かずお、1935年2月6日 - 2016年7月12日）は、日本の心理学者。慶應義塾大学名誉教授。日本コミュニティ心理学会初代会長。日本・精神技術研究所心理臨床学院長。専門はコミュニティ心理学。

## 略歴・人物
新潟県新潟市生まれ。1950年大田区立大森第六中学校卒業、1953年東京都立小山台高等学校卒業、1958年東京大学文学部心理学科卒業、1963年同大学院人文科学研究科心理学専攻博士課程単位取得退学、1963年国立精神衛生研究所研究員、1965年ハーバード大学医学部リサーチ・フェロー（1966年帰国）。
慶應義塾大学文学部助教授、1981年教授。2000年定年退任、名誉教授、大妻女子大学人間関係学部教授。
日本人として初めて、ハーバード大学にてコミュニティ心理学の理論と実践について習得。日本におけるコミュニティ心理学のパイオニアとされる。コミュニティ心理学の研究者および実践者を多数輩出した。その多くは現在まで、現場の臨床心理士や心理学系大学教員などとして広く活躍している。なお、コミュニティ心理学による方法論は、その後「臨床心理的地域援助」として、臨床心理士の4主業務の1つと位置付けられ、現在に至る。

## 著書
- 『コミュニティ心理学 地域臨床の理論と実践』東京大学出版会 1986
- 『心理検査TATかかわり分析 ゆたかな人間理解の方法』東京大学出版会 1992
- 『危機介入とコンサルテーション』ミネルヴァ書房 2000
- 『「心」の専門家になる!臨床心理学のはなし 家庭・学校・職場・社会…今、求められている、人のため、自分のための心理学』ナツメ社 らくらく入門塾 2004

### 共編著
- 『臨床心理学講座 第8巻 社会・文化の変化と臨床心理学』星野命共編 誠信書房 1976
- 『鬱病 管理社会のゆううつ』大原健士郎,融道男共編 有斐閣選書 1977
- 『コミュニティ心理学の実際』編 新曜社 1984
- 『講座生活ストレスを考える 第2巻 生活環境とストレス』編 垣内出版 1985
- 『スクールカウンセラー その理論と展望』村山正治共編 ミネルヴァ書房 1995
- 『臨床・コミュニティ心理学 臨床心理学的地域援助の基礎知識』箕口雅博,原裕視,久田満共編著 ミネルヴァ書房 1995
- 『臨床心理士のスクールカウンセリング 3 全国の活動の実際』村山正治共編 誠信書房 1998
- 『臨床心理学的地域援助の展開 コミュニティ心理学の実践と今日的課題』編 培風館 2001

### 翻訳
- Gerald Caplan『地域精神衛生の理論と実際』医学書院 1968
- J.オーフォード『精神障害の社会心理学』安藤延男共訳 新曜社 1981
- ジム・オーフォード『コミュニティ心理学 理論と実践』監訳 ミネルヴァ書房 1997
- ポール・ワツラヴィック,ジャネット・ベヴン・バヴェラス,ドン・D.ジャクソン『人間コミュニケーションの語用論 相互作用パターン、病理とパラドックスの研究』監訳 尾川丈一訳 二瓶社 1998
- デレク・L.ミルン『ソーシャルセラピー 精神保健実践家のための社会的支援介入へのガイド』末松渉共訳 ミネルヴァ書房 2004